# 劇団テアトルジュンヌ
劇団テアトルジュンヌ（げきだんテアトルジュンヌ）は、日本の学生劇団。立教大学の劇団の1つ。正式名称は立教大学劇団テアトルジュンヌ。
1954年（昭和29年）4月創立。1954年7月、よみうりホールにて、第1回公演「海抜3200米(メートル)」（ジュリアン・リュシェール）が上演された。1955年4月、立教大学の同好会として認可される。1957年4月、文化会へと昇格した。
野際陽子や、泉晶子、相島一之、山浦雅大らを輩出。
現在、本公演は基本的に毎年4月、10月、12月の年3回である。脚本はすべて学生劇団員のオリジナル作品である。

## 主な過去の公演
1954年
- 7月 第1回公演 「海抜3200米」 よみうりホールにて
- 第2回公演 「袋の女」（榊原政常）
- 第3回公演 「城館」（矢代静一）

1955年
- 6月28日　研究公演「ポートレート」

1956年
- 「ページワン」
- 5月24日 「別れも愉し」
- 5月25日 「セシル」　
- 11月3日 - 11月5日 「道徳と偶然」（トリスタン・ベルナール）
- 11月21日 - 11月22日 「アルデール」 山野ホールにて

1957年
- 5月13日 - 5月15日 第11回公演 「アンフィトリオン38」（ジャン・ジロドゥ） 俳優座劇場にて

1958年
- 12月12日 - 12月13日 「天使が二人、天くだる」（ギュンター・ヴァイゼンボルン） 国鉄ホールにて

1961年
- 5月31日 - 6月1日「海抜3200米」

1962年
- 6月25日 「商船テナシティ」（ヴィルドラック）  安田生命ホール
- ども又の死（有島武郎）

1963年
- 5月30日 - 5月31日「墓場なき死者」千代田公会堂にて
- 未知なるもの

1974年
- 12月12日 - 12月13日 第54回公演「悲しき恋泥棒」(矢代静一） 六本木麻布公会堂にて

1975年
- 6月 ロンググットバイ

1976年
- 6月22日 - 23日 第57回公演「ぼくらは生まれ変った木の葉のように」
- 「植物人間」　
- 12月 第58回公演「出発」（つかこうへい）

1977年
- 12月3日 - 12月4日 第60回公演「写楽考」下落合俳協ホールにて

1982年
- 「ファウストのいない学芸会」
- 10月18日 - 10月23日「石の花」

1983年
- 6月20日 - 6月25日 「風に棲む」
- 7月5日 - 7月8日「電飾娑婆門考」
- 11月21日 - 11月26日「紅はこべ」

1984年
- 5月9日 - 5月12日「セラフィータ」
- 6月27日 - 6月30日 「Q〜迎えにくるといった人へ〜」
- 10月17日 - 10月20日 「GooD-Bye Babylon GooD-Night Night」
- 1月14日 - 11月17日「ゴールド・ラッシュ'84」
- 12月12日 - 12月15日「Happy X'mas  GAME IS NOT OVER」（作：相島一之 演出：東条正俊）

1987年
- 5月「雨に叫べば」
- 10月「麒麟のいる風景」（作・演出：福山桜子）

2018年
- 4月『グラデーション・チルドレン』（作・演出:服部みなみ）
- 12月19日 - 12月22日 『と呼ばないで』（作・演出:泉真佑子）

2021年
- 10月『地下室「SOS」』
- 12月16日 - 12月19日『人でなしの恋』（作・演出:永田光）

2022年
- 4月6日 - 4月9日『ZERO』（作・演出:宮本栞里）
- 10月 『本能寺が変！』（作・演出:上島知浩）
- 12月16日 - 12月18日 『変葬』（作・演出:しゅら）